# Diócesis de Khandwa
La diócesis de Khandwa (en latín: Dioecesis Khandvaënsis y en inglés: Roman Catholic Diocese of Khandwa) es una circunscripción eclesiástica de la Iglesia católica en India. Se trata de una diócesis latina, sufragánea de la arquidiócesis de Bhopal. Desde el 4 de octubre de 2021 es sede vacante.

## Territorio y organización
La diócesis tiene 24 000 km² y extiende su jurisdicción sobre los fieles católicos de rito latino residentes en 4 distritos del estado de Madhya Pradesh: Khandwa, Bhurhanpur, Barwani y Khargone.
La sede de la diócesis se encuentra en la ciudad de Khandwa, en donde se halla la Catedral de Santa María.
En 2021 en la diócesis existían 37 parroquias.

## Historia
La diócesis fue erigida el 3 de febrero de 1977 con la bula Apostolico officio del papa Pablo VI, obteniendo el territorio de la diócesis de Indore.

## Estadísticas
Según el Anuario Pontificio 2022 la diócesis tenía a fines de 2021 un total de 39 575 fieles bautizados.
| Año                                                                             | Población            | Población | Población      | Sacerdotes | Sacerdotes    | Sacerdotes    | Bautizados por sacerdote | Diáconos permanentes | Religiosos | Religiosos | Parroquias |
| Año                                                                             | Bautizados católicos | Total     | % de católicos | Total      | Clero secular | Clero regular | Bautizados por sacerdote | Diáconos permanentes | Varones    | Mujeres    | Parroquias |
| ------------------------------------------------------------------------------- | -------------------- | --------- | -------------- | ---------- | ------------- | ------------- | ------------------------ | -------------------- | ---------- | ---------- | ---------- |
| 1980                                                                            | 25 282               | 2 600 000 | 1.0            | 34         | 20            | 14            | 743                      |                      | 19         | 86         | 6          |
| 1990                                                                            | 28 060               | 3 316 000 | 0.8            | 43         | 29            | 14            | 652                      |                      | 18         | 141        | 6          |
| 1999                                                                            | 28 550               | 2 910 900 | 1.0            | 57         | 37            | 20            | 500                      |                      | 25         | 238        | 28         |
| 2000                                                                            | 29 000               | 2 915 900 | 1.0            | 58         | 38            | 20            | 500                      |                      | 27         | 240        | 28         |
| 2001                                                                            | 29 346               | 2 918 600 | 1.0            | 54         | 38            | 16            | 543                      |                      | 25         | 235        | 30         |
| 2002                                                                            | 29 700               | 3 109 000 | 1.0            | 54         | 38            | 16            | 550                      |                      | 23         | 227        | 30         |
| 2003                                                                            | 30 010               | 3 241 250 | 0.9            | 55         | 41            | 14            | 545                      |                      | 32         | 227        | 30         |
| 2004                                                                            | 30 436               | 4 241 250 | 0.7            | 56         | 42            | 14            | 543                      |                      | 29         | 245        | 30         |
| 2006                                                                            | 30 601               | 4 521 350 | 0.7            | 65         | 50            | 15            | 470                      |                      | 37         | 260        | 30         |
| 2013                                                                            | 32 250               | 4 555 200 | 0.7            | 67         | 50            | 17            | 481                      |                      | 38         | 283        | 34         |
| 2016                                                                            | 36 616               | 4 900 315 | 0.7            | 70         | 52            | 18            | 523                      |                      | 35         | 278        | 34         |
| 2019                                                                            | 38 718               | 5 035 617 | 0.8            | 63         | 52            | 11            | 614                      |                      | 29         | 277        | 36         |
| 2021                                                                            | 39 575               | 5 107 186 | 0.8            | 63         | 51            | 12            | 628                      |                      | 28         | 271        | 37         |
| Fuente: Catholic-Hierarchy, que a su vez toma los datos del Anuario Pontificio. |                      |           |                |            |               |               |                          |                      |            |            |            |

## Episcopologio
- Abraham Viruthakulangara † (4 de marzo de 1977-17 de enero de 1998 nombrado arzobispo de Nagpur)
- Leo Cornelio, S.V.D. (3 de junio de 1999-15 de junio de 2007 nombrado arzobispo de Bhopal)
  - Sede vacante (2007-2009)
- Alangaram Arokia Sebastin Durairaj, S.V.D. (11 de mayo de 2009-4 de octubre de 2021 nombrado arzobispo de Bhopal)
  - Sede vacante, desde 2021